# Condado de Somerset (Maryland)
El condado de Somerset es el condado más meridional del estado de Maryland, en la costa este de Maryland, Estados Unidos. Su nombre es el de Mary, Lady Somerset, la esposa de John Somerset e hija de Thomas Arunde. Ella era la hermana de Anne Calvert, Baronesa de Baltimore, de apellido materno Arundell, la esposa de Cæcilius Calvert, segundo Barón de Baltimore. La sede del condado es Princesa Ana. En 2000, su población es de 24.747.

## Historia
El Condado de Somerset fue creado en 1666 por decisión del consejo. En 1742, se creó el Condado de Worcester a partir de áreas pertenecientes al Condado de Somerset. En 1867, se creó el Condado de Wicomico con partes de los condados de Somerset y Worcester.

## Leyes y gobierno
EL Condado de Somerset es gobernado por comisionados del condado, que es la forma tradicional de gobierno de los condados de Maryland. 

## Demografía
Según el censo de 2000, el condado cuenta con 24.747 habitantes, 8.361 hogares y 5.444 familias que residentes. La densidad de población es de 29 hab/km² (76 hab/mi²). Hay 10.055 unidades habitacionales con una densidad promedio de 12 u.a./km² (31 u.a./mi²). La composición racial de la población del condado es 56,4% Blanca, 41,1% Afroamericana, 0,4% Nativa americana, 0,5% Asiática, 0% De las islas del Pacífico, 0,5% de Otros orígenes y 1,2% de dos o más razas. El 1,3% de la población es de origen Hispano o Latino cualquiera sea su raza de origen.
De los 8.361 hogares, en el 38,30% viven menores de edad, 46,1% están formados por parejas casadas que viven juntas, 15,1% son llevados por una mujer sin esposo presente y 34,9% no son familias. El 15,3% de todos los hogares están formados por una sola persona y 7,2% incluyen a una persona de más de 65 años. El promedio de habitantes por hogar es de 2,37 y el tamaño promedio de las familias es de 2,92 personas.
El 18,5% de la población del condado tiene menos de 18 años, el 15,7% tiene entre 18 y 24 años, el 29,5% tiene entre 25 y 44 años, el 22,2% tiene entre 45 y 64 años y el 14,2% tiene más de 65 años de edad. La mediana de la edad es de 36,5 años. Por cada 100 mujeres hay 114,6 hombres y por cada 100 mujeres de más de 18 años hay 119,1 hombres.
La renta media de un hogar del condado es de $29.903, y la renta media de una familia es de $37.643. Los hombres ganan en promedio $27.496 contra $23.035 por las mujeres. La renta per cápita en el condado es de $15.965. 20,1% de la población y 15,0% de las familias tienen entradas por debajo del nivel de pobreza. De la población total bajo el nivel de pobreza, el 28,4% son menores de 18 y el 19,1% son mayores de 65 años.

## Ciudades y pueblos
Oficialmente este condado tiene una ciudad y un pueblo.
- 1 ciudad:
  1. Crisfield (incorporated 1872)
- 1 pueblo:
  1. Princess Anne (incorporated 1894)
- CDP:

1. Chance
2. Dames Quarter
3. Deal Island
4. Eden
5. Fairmount
6. Frenchtown-Rumbly (una combinación de las comunidades de Frenchtown y Rumbly reconocida por el censo como un CDP).
7. Mount Vernon
8. Smith Island
9. West Pocomoke

- Áreas no incorporadas por el censo:

1. Ewell
2. Kingston
3. Manokin
4. Marion Station
5. Oriole
6. Rehobeth
7. Rhodes Point
8. Shelltown
9. Tylerton
10. Upper Fairmount
11. Upper Falls
12. Wenona
13. Westover